# كنج يوسف باشا
كنج يوسف باشا هو سياسي عثماني من أصول كردية، كان حاكمًا لإيالة دمشق العثمانية بين عامي 1807 و1810.